# Пједи ди Сера (Фрозиноне)
Пједи ди Сера је насеље у Италији у округу Фрозиноне, региону Лацио.
Према процени из 2011. у насељу је живело 18 становника. Насеље се налази на надморској висини од 79 м.